# Vela als Jocs Olímpics d'Estiu de 1980
Als Jocs Olímpics d'Estiu de 1980 celebrats a la ciutat de Moscou (Unió Soviètica) es disputaren sis proves de vela, totes sis en categoria mixta. La competició se celebrà entre els dies 21 i 29 de juliol de 1980 a la badia de la ciutat de Tallinn a la mar Bàltica.
Hi participaren un total de 156 regatistes, entre ells una única dona, de 23 comitès nacionals diferents.

## Resum de medalles
| Prova                          | Or                                                     | Argent                                                              | Bronze                                                       |
| Classe 470 Detalls             | BrasilMarcos Soares · Eduardo Penido                   | RDAJorn Borowski · Egbert Swensson                                  | FinlàndiaJouko Lindgrén · Georg Tallberg                     |
| Classe Finn Detalls            | Esko Rechardt                                          | Wolfgang Mayrhofer                                                  | Andrei Balashov                                              |
| Classe Flying Dutchman Detalls | EspanyaAlejandro Abascal Miguel Noguer                 | IrlandaDavid Wilkins James Wilkinson                                | HongriaSzabólcs Detre · Zsolt Detre                          |
| Classe Soling Detalls          | Dinamarca Valdemar Bandolowski Erik Hansen Poul Jensen | Unió SovièticaAlexandr Budnikov · Boris Budnikov · Nikolay Poliakov | GrèciaTasos Boudouris · Tasos Gavrilis · Aristidis Rapanakis |
| Classe Star Detalls            | Unió SovièticaValentyn Mankin · Aleksandr Muzychenko   | ÀustriaKarl Ferstl · Hubert Raudaschl                               | ItàliaGiorgio Gorla Alfio Peraboni                           |
| Classe Tornado Detalls         | BrasilLars Sigurd Bjorkström · Alexandre Welter        | DinamarcaPeter Due Per Kjærgaard                                    | SuèciaGoran Marstrom · Jorgen Ragnarsson                     |

## Medaller
| Posició | País           | Or | Argent | Bronze | Total |
| 1       | Brasil         | 2  | 0      | 0      | 2     |
| 2       | Unió Soviètica | 1  | 1      | 1      | 3     |
| 3       | Dinamarca      | 1  | 1      | 0      | 2     |
| 4       | Finlàndia      | 1  | 0      | 1      | 2     |
| 5       | Espanya        | 1  | 0      | 0      | 1     |
| 6       | Àustria        | 0  | 2      | 0      | 2     |
| 7       | Irlanda        | 0  | 1      | 0      | 1     |
| 7       | RDA            | 0  | 1      | 0      | 1     |
| 9       | Grècia         | 0  | 0      | 1      | 1     |
| 9       | Hongria        | 0  | 0      | 1      | 1     |
| 9       | Itàlia         | 0  | 0      | 1      | 1     |
| 9       | Suècia         | 0  | 0      | 1      | 1     |